# ۵۸۹ (میلادی)
۵۸۹ (میلادی) پانصد و هشتاد و نهمین سال تقویم میلادی است.

## رویدادها
اضافه شدن جمله ی (and the son) یا (و پسر)به اعتقاد نامه ی نیقیه

## درگذشتگان
‎